# Drabant (livvakt)

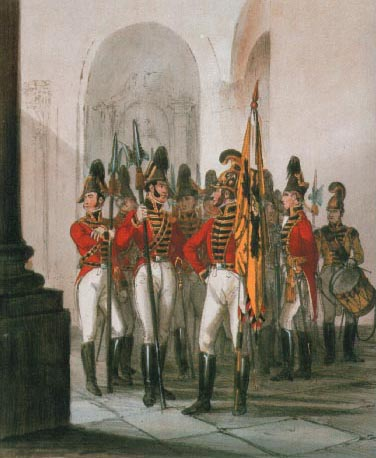
Österrikiska gardesdrabanter cirka 1835. Litografi av H. A. Eckert.

Drabant var en titel på dem som tillhörde en furstlig persons livvakt, särskilt under 1500- till 1700-talen. Dessa vaktstyrkor kallades drabantkårer. I Sverige, till exempel, samlade Gustav Vasa år 1531 sina livvakter i en drabantkår som existerade fram till 1821.

## Sverige
Drabanterna hade vid sidan av en militär funktion en viktig ceremoniell uppgift i processioner, som uppvaktning vid kungens och furstliga personers bord. Under Gustav II Adolfs tid skapades en organiserad kår av drabanter, K.M:ts drabanter. Drabantkårernas sammansättning, beteckning och funktion har varierat. Under Gustav II Adolfs tid var drabantkåren en kår av ryttare och fotfolk. Benämningen livdrabant fick officiell status på 1700-talet.
Efter Karl XI:s omorganisation av Livgardet ingick ett ryttarkompani, drabantkompaniet till häst. Under Karl XII var det ett elitförband bestående av beridna officerare. Under frihetstiden blev titeln livdrabant officiell och Livdrabantkåren bestod 1722 av adliga officerare som gjorde vakttjänst hos kungen. År 1821 upplöstes Livdrabantkåren.